# Jules Develle
Jules Paul Develle, född 12 april 1845, död 30 oktober 1919, var en fransk politiker.
Develle var ursprungligen advokat. En tid var han Jules Grévys sekreterare. Develle blev 1877 deputerad, och 1879 understatssekreterare i Émile de Marcères regering 1881 i Charles de Freycinets. Han efterträdde Carnot som ordförande för gruppen Union démocratique och var lantbruksminister i Freycinets, René Goblets, Émile Loubets och Alexandre Ribots regeringar (1886-1887 och 1890-1893). Han var även utrikesminister i Charles Dupuys regering och blev senator 1910. Develle var även en inflytelserik medlem av olika senatsutskott.